# Karađorđević Pál herceg
Karađorđević Pál (szerbhorvátul: Pavle Karađorđević, Павле Карађорђевић, Szentpétervár, 1893. április 27. – Párizs, 1976. szeptember 14.) Jugoszlávia hercege, I. Sándor jugoszláv király unokatestvére, II. Péter király kiskorúsága idején a Jugoszláv Királyság régenseként a jugoszláv királyi hatalom tényleges megtestesítője volt.

## Élete

### Ifjúkora
Pál jugoszláv herceg I. Péter király öccsének, Arzén szerb hercegnek, valamint – anyai ágon a Gyemidov család leszármazottja – Avrora Pavlovna Gyemidova hercegnőnek az egyetlen fia volt. Anyjának nagyszülei egyrészt a finnországi svéd filantróp, született Aurora Stjernvall (második férje után Karamzina) és orosz férje Pavel Nyikolajevics Gyemidov gróf, másrészt Pjotr Trubeckoj orosz herceg és felesége, Jelizaveta Jeszperovna, született Beloszelszkaja-Belozerszkaja hercegnő voltak. A Karađorđević-ház száműzetésben volt Oroszországban, míg Szerbiát ősellenségeik, az Obrenović-ház uralták. Pál Genfben nőtt fel, ahol magányos és elhagyott gyermekként nevelkedett nagybátyja, Petar Karađorđević házában. Az Obrenović- és Karađorđević-ház között 1817-ben kezdődött hosszú és véres viszály 1903-ban ért véget, amikor egy katonai puccs során az utolsó Obrenović-királyt, Sándort a hálószobájában feleségével együtt meggyilkolták. Petar Karađorđević visszatért Szerbiába, és I. Péter néven szerb király lett. Pál követte nagybátyját, és 1903-ban érkezett először Szerbiába. 1912-ben úgy döntött, hogy az Oxfordi Egyetemre iratkozik be, ami akkoriban a legszokatlanabb döntés volt, mivel a szerb elit ifjai inkább Párizsban vagy Szentpéterváron tanultak.

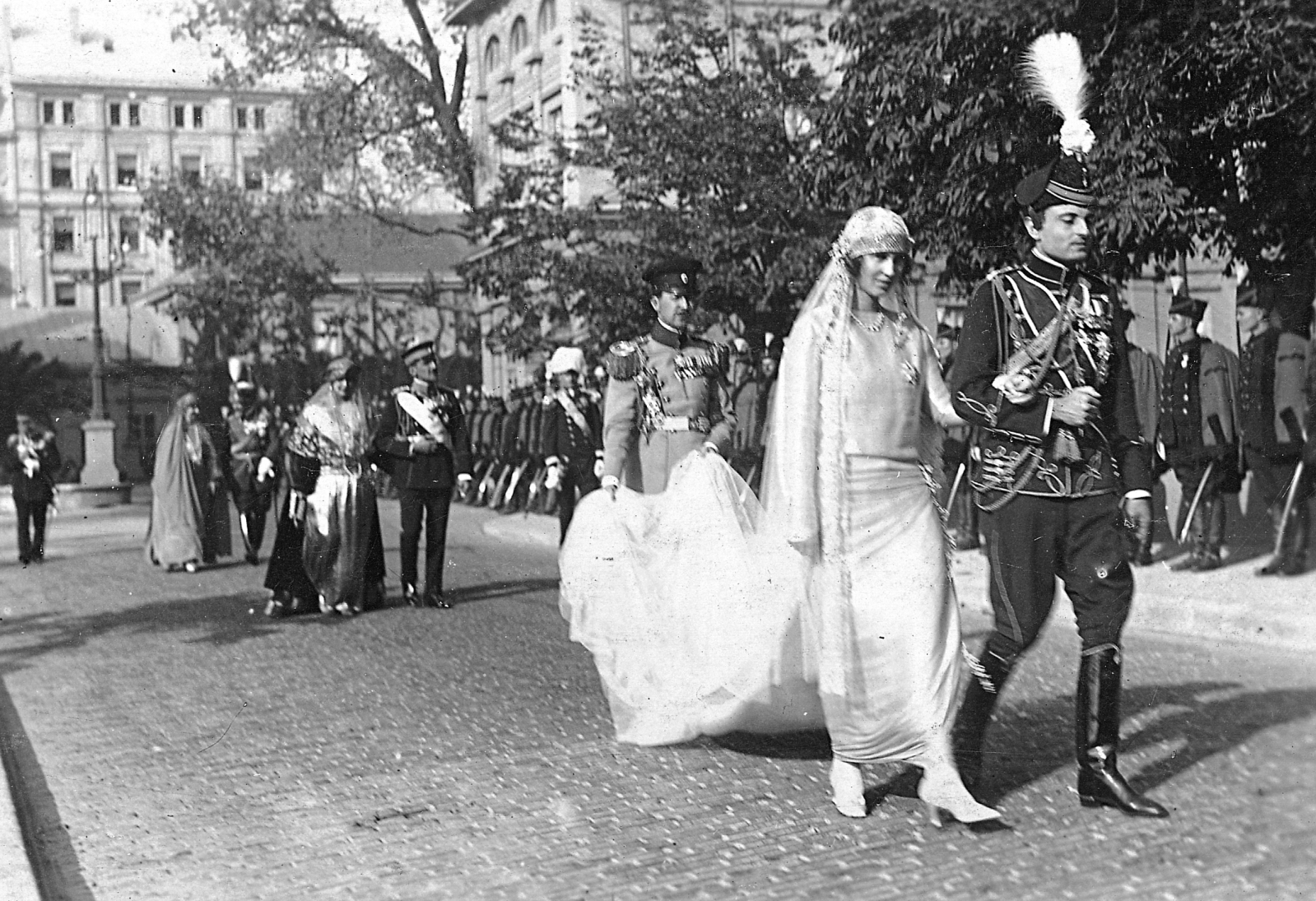
Pál esküvője Belgrádban 1923-ban.

Pál az oxfordi Christ Churchben tanult, ahol az exkluzív Bullingdon Club tagja volt, amely gazdag tagjairól, nagy bankettekről és zajos rituálékról híres. Legközelebbi barátaihoz, György kenti herceghez, és Sir Henry Channonhoz hasonló művelt életszemlélete miatt már britnek tartották. Pál herceg gyakran maga is mondta, hogy „angolnak érzi magát”. Channon Pált „az ember, akit a legjobban szerettem” jelzővel illette. Pál és Channon, Channon másik közeli barátjával, Lord Gage-dzsel egy ideig együtt is éltek egy londoni házban. A kulturált és könnyed bonviván, aki oly sok szeretetet váltott ki barátaiból, amikor nem volt kapcsolatban a brit arisztokráciával, Monet, Tiziano és van Gogh festményeit gyűjtötte.
Annak ellenére, hogy az Osztrák–Magyar Monarchia 1914. július 28-án üzent hadat Szerbiának, Pál csak 1914 novemberében csatlakozott a Szerb Királyi Hadsereghez, ahol hat hónapig szolgált, majd 1915 májusában elutazott Nagy-Britanniába. Pál újra visszatért a Szerb Királyi Hadsereg szolgálatába – amely maradéka 1917. január–áprilisban Görögországba volt evakuálva – majd ismét visszament Nagy-Britanniába. Mindkét katonai szolgálatát „középszerűnek” minősítették, és Pál is úgy találta, hogy nem katonának való. Pál azzal érvelt, hogy legfeljebb londoni tartózkodása idején állhat Szerbia szolgálatába, ahol Szerbia lobbistájaként működik.

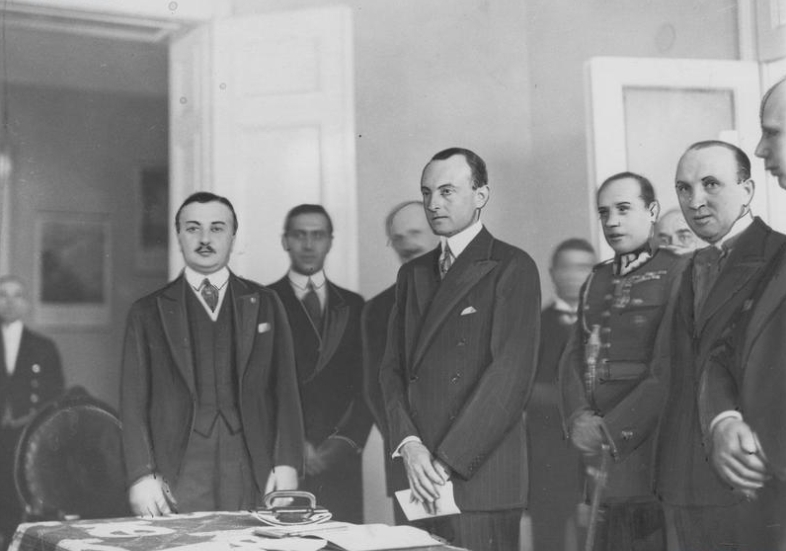
Pál herceg az Edward Okuń kiállításon 1932-ben.

Pál 1919 és 1924 között Londonban élt, és csak ritkán járt Belgrádban. Londonban töltött ideje alatt főként társasági életet élt, szívesen szocializálódott a brit elittel londoni partikon vagy különböző vidéki házakban. 1923-ban feleségül vette Olga görög és dán hercegnőt, Marina kenti hercegné nővérét. Belgrádi esküvőjén York hercege (a leendő VI. György király) volt a legelőkelőbb vendég. 1924 januárjában visszatért Jugoszláviába. Úgy tűnik, hogy Pál unokatestvére, Sándor király azt tervezte, hogy valamiféle helyettes államfői posztba ültesse Zágrábban, hogy ő irányítsa a horvátokat, de bármi is lett volna a terv, nem valósult meg. Sándor élvezte Pál társaságát, távolságtartásával és hideg intellektusával együtt is szellemes beszélgetőpartnernek találta. Végül azonban a király úgy döntött, hogy Pál túlságosan rokonszenvez a horvátoknak az 1921-es alkotmány által létrehozott egységes állammal kapcsolatban hangoztatott panaszaival, és Pál legnagyobb csalódására úgy döntött, hogy nem adja át neki a zágrábi pozíciót.
Pál óvatosságból, sohasem kritizálja nyíltan az alkotmányt, és szimpatizált a horvátok azon követelésével, hogy Jugoszláviát föderációvá alakítsák át, de úgy érezte, sok szerb politikus irreálisan azt várta, hogy a horvát elégedetlenség, ha elegendő időt hagy rá, magától feloldódjon. Pál a dedinjei palotáját túl komornak találta, emiatt egy szlovén villába költözött, ahol otthonosabban érezte magát, és ahol egyre bővülő művészeti gyűjteményével és családi élettel töltötte az idejét. A művészet mellett Pál hobbija az olvasás, a horgászat és a vadászat volt. Amikor Londonban, Párizsban, Münchenben, Firenzében, Rómában és Bécsben volt egy nagyobb művészeti kiállítás, Pál szinte kivétel nélkül jelen volt, hogy megcsodálja a művészetet és festményeket vásároljon gyűjteményébe.

### Jugoszlávia régenseként

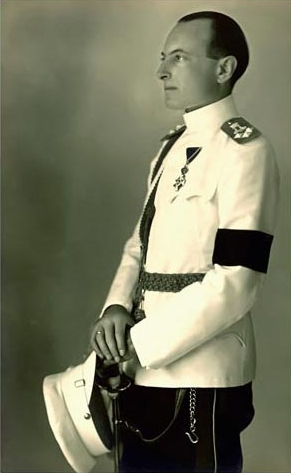
Pál Jugoszlávia régenshercege.

1934. október 9-én egy bolgár merénylő, Vlado Csernozemszki Marseille-ben meggyilkolta Pál első unokatestvérét, I. Sándor jugoszláv királyt és ahogy azt Sándor végrendeletében kikötötte, hogy halála esetén fia, II. Péter nagykorúvá válásáig Pál elnökletével a régensek tanácsa kormányozzon. Október 9-én késő délután Pállal telefonon közölték, hogy a királyt meggyilkolták, és azonnal a királyi palotába kell mennie. Sándor túlélt két korábbi merényletet, és utalt rá, hogy ha meghal, Pál régensként fog szolgálni. Pál a királyi palotába érkezve a miniszterelnökkel, Nikola Uzunovićtyal és a királyi gárda parancsnokával, Petar Živković tábornokkal találkozott. A három férfi kinyitotta a széfet, amely tartalmazta a királyi végrendeletet azzal, hogy Pálnak egészen az új király, II. Péter 1941 szeptemberi nagykorúvá válásáig régensként kell szolgálnia.
Pál herceg, sokkal inkább jugoszláv érzelmű volt, mint amilyen Sándor volt, és Sándorral ellentétben sokkal inkább a demokrácia felé hajlott. Belpolitikája a legszélesebb körben a királyi diktatúra centralizmusának, cenzúrájának és katonai ellenőrzésének örökségét igyekezett felszámolni, és a szerb–horvát probléma megoldásával akarta megnyugtatni az országot. Pál szerb–horvát megbékélést akart elérni, de hosszú ideig úgy érezte, kötelessége többé-kevésbé változatlanul átadni a királyságot Péternek, amikor eléri az érettségét, ezért nem volt hajlandó cselekedni az alkotmányos változtatások előmozdítása érdekében. A történész, Srdja Trifković ezt írta: „Pál ösztönei és személyes fejlődése miatt az autokratikus uralomtól és a militarizmustól egyaránt idegenkedett."
Pál régenshercegként igen széles jogkörrel rendelkezett, de sokkal kevésbé volt hajlandó e hatalom gyakorlására, így Jugoszláviát 1934–1941-ben „diktátor nélküli diktatúrának” titulálták. Pált Sándor meggyilkolásával olyan hatalmi pozícióba kényszerítették, amelyet nem akart (pontosan azért választotta Sándor végrendeletében régensnek, mert tudta, hogy soha nem próbálja meg elfoglalni a trónt fiától), és régenssége mindvégig azt a benyomást keltette, hogy Jugoszlávia irányítása teher volt számára. Egy francia diplomata olyan emberként jellemezte Pált, akinek „jelleme, kiegyensúlyozottsága és ízlése megkérdőjelezhetetlen... Az oxfordi dilettantizmus és báj, amelyet látogatóira gyakorolt, használhatatlan volt a jelenlegi körülmények között egy olyan országban, ahol csak az erő számít meggyőző érvnek." Donald Cameron Watt brit történész megjegyezte, hogy Pál „stressz alatti idegei hajlamosak voltak elárulni őt, és természeténél fogva inkább volt hajlamos engedni a nyomásnak, mintsem ellenállni". Egy görög hercegnővel házasodott össze, és erősen anglofil és hellenofil volt. Pál nem bízott a fasiszta Olaszországban és a náci Németországban sem.

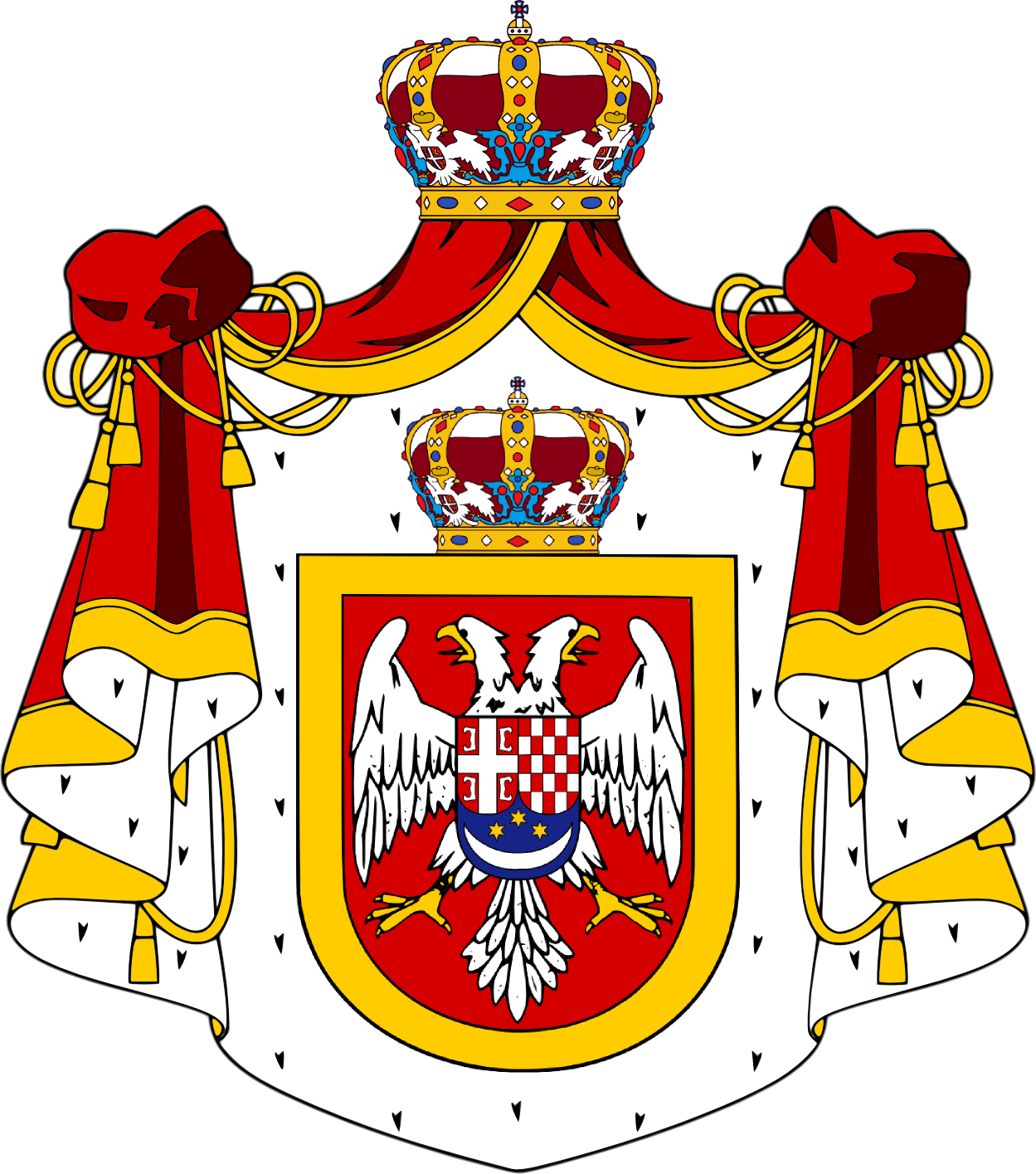
Pál herceg címere.

Szerbia súlyos veszteségei miatt az első világháborúban Pál nagyon idegenkedett attól, hogy újabb háborúba keveredjen, és Jugoszlávia Franciaországgal kötött szövetsége ellenére is a semleges politikát részesítette előnyben. Az első világháború idején Szerbia vállalta a legsúlyosabb veszteségeket; 1914 és 1918 között minden ötödik szerb meghalt. A Sándor király meggyilkolásával kapcsolatos francia rendőrségi nyomozás szilárd bizonyítékot talált arra vonatkozóan, hogy a merénylőket Olaszország és Magyarország kormányai fegyverezték fel, ezt az értesülésüket Jugoszláviával megosztották. Magyarországról érkeztek továbbá azok a hamisított csehszlovák útlevelek, amelyek lehetővé tették a merénylők Franciaországba utazását, a merénylők pedig telefonáltak Ante Pavelićnek, aki akkoriban Rómában élt. A francia miniszterelnök Pierre Laval, aki szövetségre törekedett Olaszországgal, azonban világossá tette Pál számára, hogy Franciaország nem támogatja Jugoszláviát, ha úgy dönt, hogy Olaszországot vádolja azzal, hogy szerepet vállalt a király elleni merényletben, így amit Jugoszlávia tehetett, az az volt, hogy csak Magyarországot hibáztatta. Az a mód, ahogy a franciák az Olaszországgal való jobb kapcsolatok érdekében készek voltak figyelmen kívül hagyni a jugoszláv aggodalmakat, megkeserítette Pált a francia szövetséggel kapcsolatban.

### A Stojadinović-kormány
1935. június 24-én Pál Milan Stojadinovićot nevezte ki miniszterelnöknek, azzal a megbízatással, hogy foglalkozzon a nagy gazdasági világválsággal és találjon megoldást a „horvát kérdésre”. Stojadinović úgy vélte, hogy a nagy gazdasági világválság megoldása érdekében szorosabb gazdasági kapcsolatokra van szükség Németországgal, amelynek nagyobb népessége volt, mint amennyit el tudott látni, és a modern iparhoz szükséges nyersanyagok közül több hiányzott. Mivel Németországnak élelmiszerre és nyersanyagra, például vasra, bauxitra, rézre és mangánra volt szüksége, 1935-től kezdve virágzott a jugoszláv mezőgazdasági termékekneknek és ásványi anyagoknak a Harmadik Birodalomba irányuló exportja, ami Jugoszlávia gazdasági fellendüléséhez és a német gazdasági befolyási övezetbe való helyezéséhez vezetett.

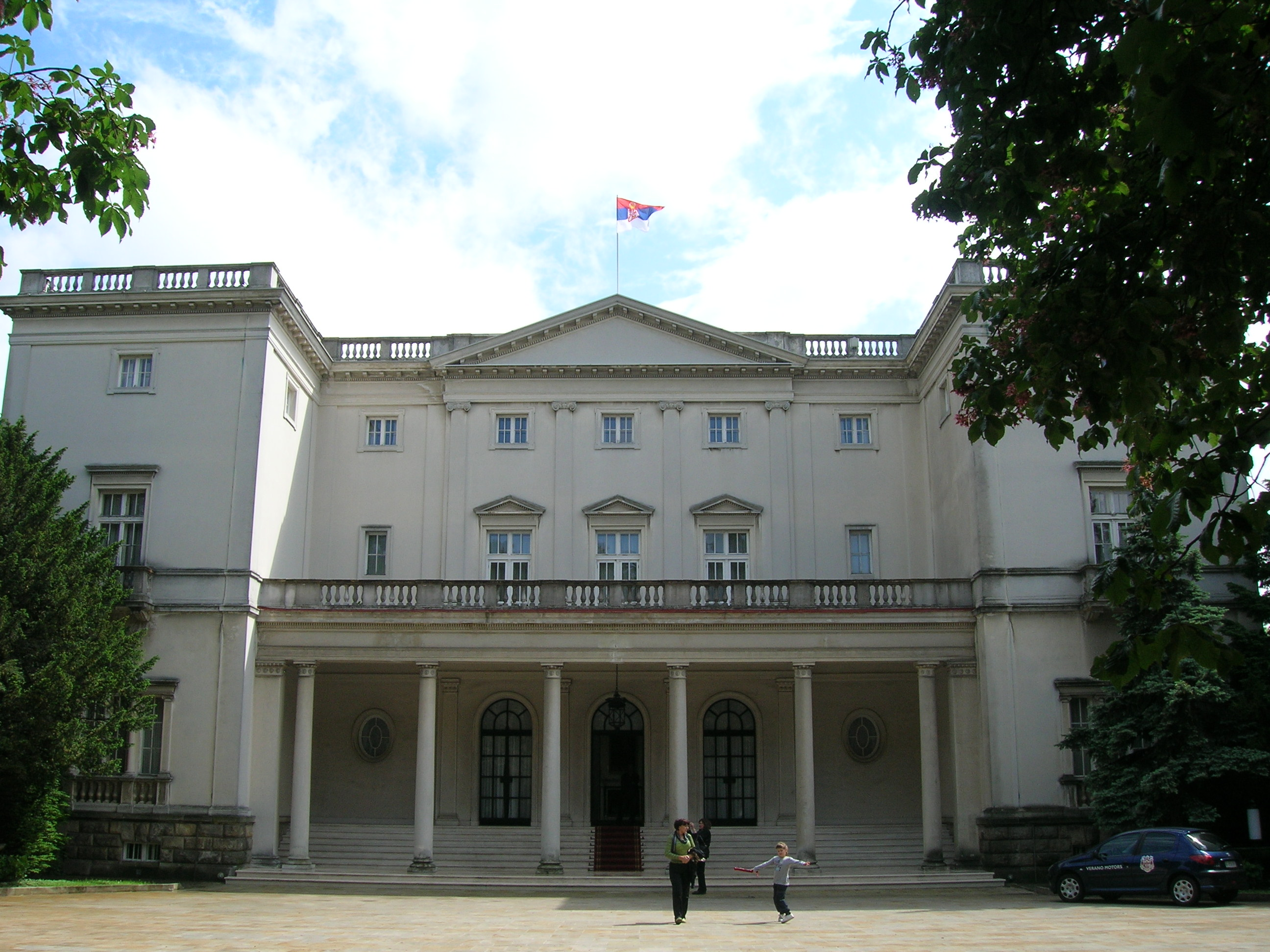
A belgrádi Beli dvor, a régensherceg palotája

Jugoszlávia 1927-ben szövetségi szerződést írt alá Franciaországgal, miközben a Rajna-vidék még Franciaország megszállása alatt volt, és a francia–jugoszláv vezérkari tárgyalások során ígéretet kaptak, hogy Franciaország offenzívát indít Nyugat-Németországba, ha Németország újabb háborút indítana. Amíg a Rajna-vidék demilitarizált övezet maradt, mindig fennállt annak a lehetősége, hogy a franciák offenzívát indítsanak Nyugat-Németország ellen, ami Jugoszláviát megnyugtatta. Az amerikai történész Gerhard Weinberg azt írta, hogy a versailles-i szerződés által a Rajna-vidék demilitarizált státusza „az európai béke legfontosabb garanciája” volt. Mindaddig, amíg a Rajna-vidéket demilitarizálták, Németországnak lehetetlen volt megtámadnia Franciaország szövetségeseinek bármelyikét Kelet-Európában anélkül, hogy ki ne tennék egy pusztító francia offenzíva kockázatának Nyugat-Németországot.
A Rajna-vidék remilitarizálása 1936. március 7-én azt jelentette, hogy Németország megkezdte a Siegfried-vonal építését a francia határ mentén, ami véget vetett minden reménynek, hogy francia offenzíva indulhat Nyugat-Németország felé. 1936. június 15–20-án a kisantant, (Románia, Csehszlovákia és Jugoszlávia) vezérkari főnökei Bukarestben találkoztak, hogy most, hogy a Rajna-vidéket újra militarizálták, beszéljék meg terveiket. A bukaresti találkozó borús következtetése az volt, hogy Franciaország többé nem hatalmi tényező Kelet-Európában, és innentől kezdve csak két nagy volt kelet-európai hatalom létezik, a Szovjetunió és Németország, és bármelyikük győzelme egy újabb háborúban a függetlenségük végét jelentené.
Brit- és franciabarát érzelmei ellenére Pál a Rajna-vidék remilitarizálásának következményeként hitt abban, hogy Jugoszlávia külpolitikáját Németország irányába kell fordítani. Hasonlóképpen az 1935-ös Hoare–Laval-paktumhoz és az angol–olasz kapcsolatok javítására tett brit próbálkozásokhoz, mint például az 1937-es nyoni konferencia és az 1938-as húsvéti megállapodás elhitették Pállal, hogy a britek az Olaszországgal való jobb kapcsolatokért hajlandóak lennének feláldozni Jugoszláviát. Stojadinović, aki nyíltan csodálta a fasiszta Olaszországot és a náci Németországot, 1936–37 telén a herceg hallgatólagos támogatásával jelentős diplomáciai lépéseket tett a fasiszta államokkal való jobb kapcsolatokért.

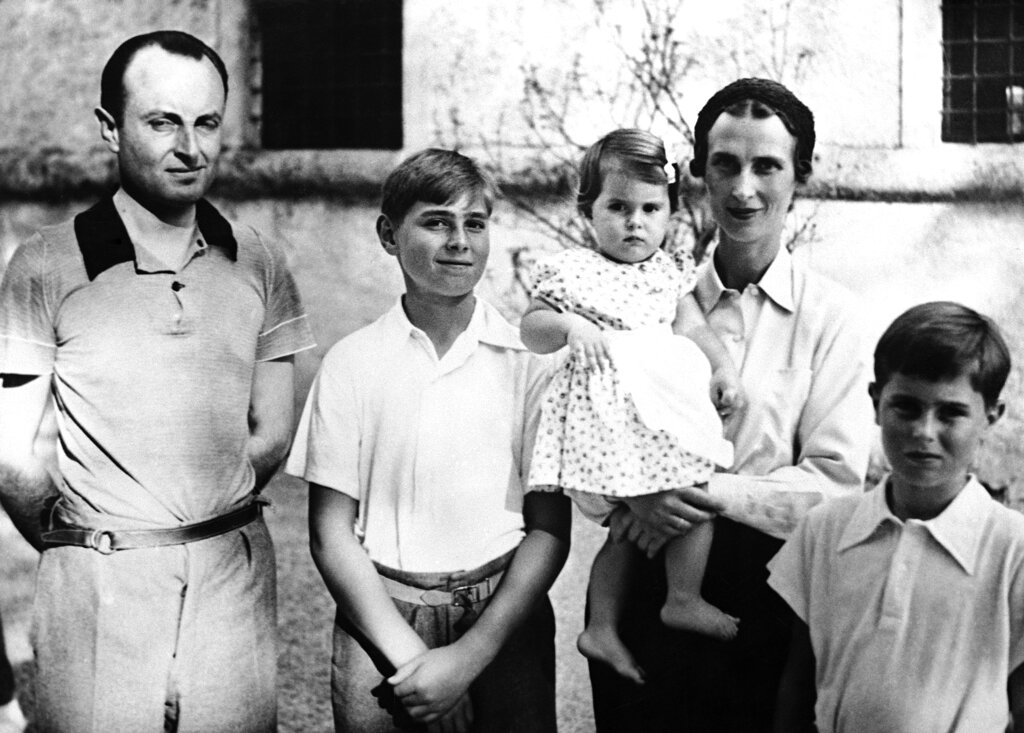
Pál herceg és családja 1937-ben.

Franciaország, Csehszlovákia vagy Románia tájékoztatása nélkül Stojadinović 1937. március 25-én megállapodást írt alá Olaszországgal, amely súlyosan meggyengítette a kisantantot. Közvetlenül azelőtt, hogy Stojadinović aláírta volna a szerződést, Pál Belgrádban tájékoztatta Ronald Campbell brit rendkívüli követet és meghatalmazott minisztert arról,  hogy mit terveznek. Úgy tűnik, hogy Pál úgy gondolta, hogyha Jugoszlávia az olasz befolyási övezetbe kerül, az arra késztetheti a briteket, hogy Jugoszláviát a másik irányba tereljék. Az Olaszországgal kötött megállapodások nagyon megriasztották a franciákat, akik 1937 szeptemberében elküldték a Maurice Gamelin marsallt, majd 1937 decemberében Yvon Delbos külügyminisztert Belgrádba, akik mindkét esetben arra törekedtek, hogy Jugoszlávia ne mondja fel a Franciaországgal kötött szövetségét. Stojadinović külpolitikája nem volt népszerű, legalábbis a szerbek körében. Amikor Edvard Beneš csehszlovák elnök Belgrádba látogatott, lelkes tömegek fogadták, akik éljeneztek, ami annak a jele volt, hogy a közvélemény továbbra is a hagyományos szövetségekhez kötődik. Stojadinović, akit Pál támogatott, úgy vélte, hogy az angol–német közeledés a legjobb módja a béke megmentésének, és elfogadta a versailles-i békeszerződés által létrehozott nemzetközi rend elítélését, illetve, hogy a béke megmentésének legjobb módja engedményeket tenni a „Harmadik Birodalomnak” anélkül, hogy hagynák, hogy Németország túlságosan uralja Európát. 1937 augusztusában egy kisantant csúcstalálkozón Sinaián, II. Károly román király nyári rezidenciáján Stojadinović nyomást gyakorolt Benešre, hogy vessen véget Csehszlovákia szövetségének a Szovjetunióval, panaszkodva, hogy az túlságosan felzaklatta a németeket. Ugyanakkor jugoszláv diplomaták megpróbálkoztak a német–csehszlovák közeledés megvalósításával, elmondva a németeknek, hogy Beneš csak félelemből kötötte meg a szövetséget a Szovjetunióval, és azt javasolta, hogy ha a németek felhagynak a Csehszlovákia elleni fenyegetéssel, akkor Benešt talán rá lehetne venni a szövetség felmondására. Pál, aki idáig támogatta Stojadinovićot 1937 végén aggodalmát fejezte ki a miniszterelnöknek, aki arról beszélt, hogy Jugoszlávia csatlakozzon a tengelyhatalmakhoz, mivel úgy érezte, hogy Stojadinović túlságosan elidegenítette Jugoszlávia hagyományos szövetségeseit.

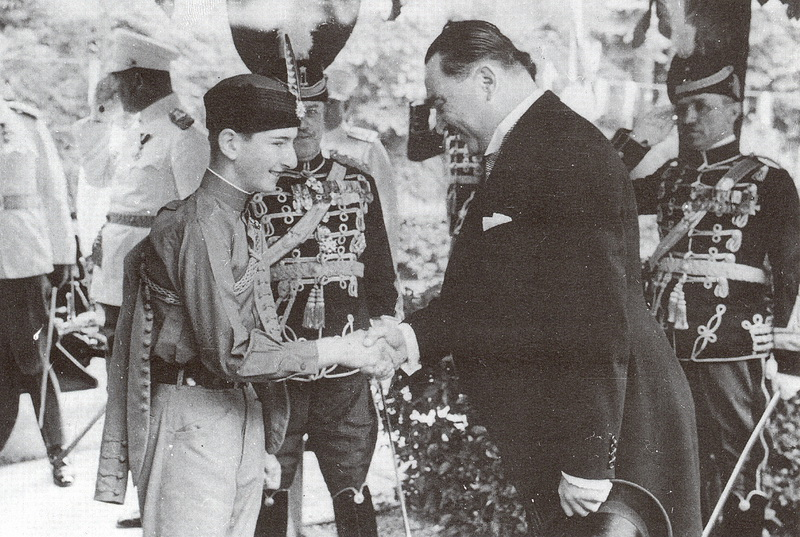
II. Péter király és Milan Stojadinović miniszterelnök.

A szudétavidéki válság idején Stojadinović tengelypárti pozícióba helyezkedett, míg Campbell arról számolt be, hogy a jugoszláv tisztikar nagy része szimpatizál Jugoszlávia szövetségesével, Csehszlovákiával, és arra utalt, hogy puccs lehetséges, ha Stojadinović a semlegességet nyilvánítja ki. Terrance Shone, a brit belgrádi követség első titkára arról számolt be, hogy a szerb közvélemény nagyon csehszlovákbarát, és arra számított, hogy Jugoszlávia háborúba kezd, ha szövetségesét megtámadják. Pált úgy írták le, mint aki megkönnyebbült a müncheni egyezmény miatt, amely véget vetett egy olyan háborúnak, amely dilemma elé állította volna országát.
1939 januárjában Stojadinović közölte gróf Galeazzo Ciano olasz külügyminiszterrel, hogy a Jugoszláv Radikális Unióból akarja az egyetlen legális pártot kialakítani mondván, hogy „a kiegyensúlyozott helyzet és biztonság megszilárdítása érdekében a tengely keretein belül olaszbarát külpolitikát folytató fasiszta diktatúrát akar létrehozni.” Stojadinović és Ciano megvitatta Albánia felosztásának lehetőségét is, de  ezt a tervet azonnal megvétózta Pál, aki arról panaszkodott, hogy véleménye szerint Jugoszláviában már túl sok albán él (akiknek Jugoszláviához való hűsége megkérdőjelezhető volt), és további albán népesség hozzáadása nem lenne hasznos. Ugyanakkor a nemzetgyűlés horvát képviselői Stojadinovićot zsarnoksággal vádolva felszólították az idegen hatalmakat, hogy avatkozzanak be, hogy a horvátok „választási és döntési szabadságot” kapjanak.

### A háború előzményei
1939. február 4-én Pál elbocsátotta Stojadinovićot a miniszterelnöki posztból, és ezen a ponton a jugoszláv politika tengelyhatalmak felé billenése megállt. Stojadinović elbocsátása után Pál elutasította az olasz kérést Albánia olasz annektálásának támogatására. 1939. március 15-én Németország megszállta Csehszlovákiát, annak cseh felét Cseh–Morva Protektorátusává alakítva. Az a tény, hogy a Harmadik Birodalom annak ellenére, hogy Emil Hácha és a többi csehszlovák vezető szolgaian németbarát külpolitikát próbált megvalósítani, elvette Csehszlovákia függetlenségét, ami jelentős megrázkódtatást jelentett Pálnak.

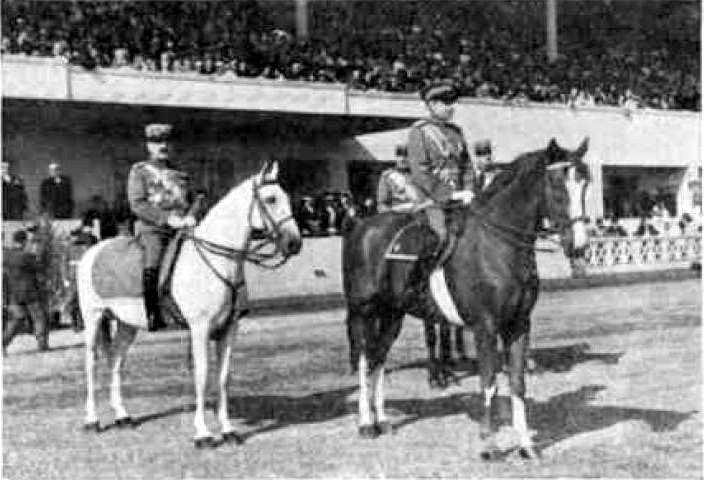
Pál herceg és Marić tábornok hadügyminiszter egy 1936-os banjicai katonai parádén

Később, 1939 húsvéti hétvégéjén, amikor az olaszok annektálták Albániát, Pál megtagadta a tiltakozást, ami súlyosan megterhelte a viszonyt Jugoszlávia szövetségesével Törökországgal, amely hevesen tiltakozott egy olyan muszlim többségű nemzet annektálása ellen, amellyel a törökök történelmileg szoros kapcsolatban álltak. Albánia olasz annektálása oda vezetett, hogy Olaszország az Otrantói-szoros mindkét oldalát ellenőrizte, és így lehetővé tették az olaszok számára, hogy elzárják Jugoszláviát a világ többi részéhez való hozzáféréstől. 1939. május 12-én Nagy-Britannia és Törökország közös nyilatkozatot adott ki, amelyben megígérték, hogy „biztosítják a biztonság megteremtését a Balkánon”. Pál olaszországi hivatalos látogatására készülve úgy találta, hogy a belgrádi török nagykövet nyilatkozata arra utal, hogy Jugoszlávia az angol–török nyilatkozat szellemében dolgozzon Törökországgal annak érdekében, hogy ellenálljon minden további olasz előretörésnek a Balkánon, és nagyon rosszul időzítve, világossá tette, hogy nem akar, és semmi köze a török javaslathoz.
Pál támogatta a török külügyminiszter Şükrü Saracoğlu által előterjesztett tervet, amely szerint Bulgária csatlakozna a balkáni egyezményhez, és levélben sürgette II. Károly román királyt, hogy Bulgária balkáni egyezményhez való csatlakozásának fejében engedje át Dobrudzsát Bulgáriának. Levelében Pál hangsúlyozta annak fontosságát, hogy megakadályozzák, hogy Olaszország további balkáni nemzeteket szálljon meg, amihez meg kell szerezni az olasz befolyási övezetből kikerült bolgárok (III. Borisz bolgár cár III. Viktor Emánuel olasz király lányát vette feleségül) támogatását. Azt írta, azt akarja, hogy a bolgárok „leszálljanak a hátamról”, hogy a jugoszlávok és görögök az olaszok elleni küzdelemre összpontosíthassanak, akik most új albániai gyarmatukon építik fel haderejüket. Ellentétben a magyarokkal, akikről Pál úgy érezte, soha nem adják fel a Jugoszláviával szembeni követeléseiket, a bolgárokkal kapcsolatban úgy érezte, hogy jobban kezelhetők.
Németország és Olaszország után Magyarország volt az a nemzet, amely miatt Pál a legjobban aggodalmaskodott, mivel megjegyezte, hogy a Duna völgye a magyar Alföldről egyenesen Belgrádig húzódik. Ugyanakkor Jugoszlávia személyes tárgyalásokat kezdett Görögországgal azzal a céllal, hogy ellenálljon bármelyik nemzet olasz inváziójának. Jugoszlávia egyik fő problémája a modern fegyverek hiánya, valamint az ezekért fizetendő pénz hiánya volt. Watt azt írta, hogy „Pál taktikája az volt, hogy hiteleket kapjon és fegyverszállítást biztosítson, ahol csak tudott, Berlinben, Párizsban vagy Londonban”. Miután Belgrádban beszélt Raymond Brugère francia miniszterrel, az utóbbi megígérte a régenshercegnek, hogy személyesen repül Párizsba, hogy Jugoszláviáért lobbizzon.
1939. június 29-én bejelentették, hogy a Seligmann bankház 600 millió frankos kölcsönt készül adni Jugoszláviának, amelyet a jugoszláv hadsereg számára fegyverbeszerzésre kellett fordítani. A németek feltörték a jugoszláv diplomáciai kódokat, és jól tudták, hogy annak érdekében, hogy a legjobb pozíciót biztosítsa Jugoszlávia számára Pál megpróbálja kijátszani a tengelyhatalmakat a szövetséges hatalmak ellen. Pál üdvössége 1939-ben azon a tényen múlott, hogy Németország megszállni készült Lengyelországot, és hogy fenntartsa a német fegyvergyártást Jugoszláviából olyan nyersanyagokra volt szüksége, mint a bauxit és a réz. Miután Hitler elhatározta, hogy elindítja a „Fall Weisst”, Lengyelország megtámadását, a Harmadik Birodalom két dolgot akart Jugoszláviától: egy megállapodást arról, hogy Németországnak minden szükséges nyersanyagot leszállít, és hogy Jugoszlávia nemcsak hogy ne legyen hajlandó csatlakozni a brit ihletésű „békefronthoz”, hanem formálisan is összehangolta diplomáciáját a tengelyhatalmakkal.
1939-ben Pál herceg megbízott államfőként elfogadta Adolf Hitler hivatalos meghívását, és kilenc napot töltött Berlinben. Berlini látogatása során hatalmas erőfeszítéseket tettek annak érdekében, hogy Pált rávegyék arra, hogy ne csatlakozzon a „békefronthoz”, amelynek célja, hogy Németországot „lefogja”. Pált Hitler köszöntötte a berlini Lehrter pályaudvaron és díszvendég volt a birodalmi kancellárián rendezett fogadáson és vacsorán, majd meglátogatta a potsdami katonai támaszpontot, megnézett egy Wagner gálaelőadást a berlini operában, és megtekintett két jelentős katonai parádét, amelyeknek az volt a célja, hogy lenyűgözzék őt. Pál útja első részében a Bellevue-palotában, egy régi császári palotában, majd az utolsó három napban Göring carinhalli birtokán szállt meg. Minden pompa ellenére Pál látogatása során Németországnak többször is megtagadta a vendéglátói által megfogalmazott követeléseket egy olyan gazdasági megállapodás aláírására vonatkozóan, amely Jugoszláviát német gazdasági gyarmattá változtatta volna, illetve olyan nyílt tengelypárti gesztusokat, mint például Jugoszlávia kivonása a Nemzetek Szövetségéből és csatlakozását az Antikomintern paktumhoz. A német külügyminiszter Joachim von Ribbentrop „tuskónak” nevezte Pált, miközben Hitler nagyon dühös volt amiatt, hogy a pazar vendégszeretet ellenére Pál egyetlen engedménye az volt, hogy kissé módosítja a német márka és a jugoszláv dinár árfolyamát. Pál az árfolyam kiigazításáért cserébe arra kényszerítette a németeket, hogy végre szállítsák le a Jugoszlávia által 1938-ban előre kifizetett repülőgépek egy részét, de a németek folyamatosan találtak kifogásokat, hogy ne teljesítsék azt. Berlinben tett látogatása során Pál többször is visszautasította Jugoszláviának a Népszövetség elhagyását és az Antikomintern Paktum aláírását.

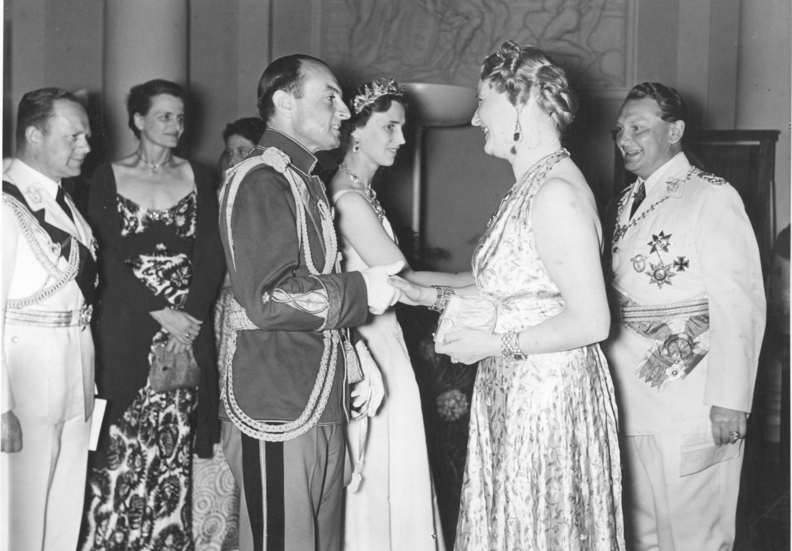
Pál herceg és Olga hercegnő egy fogadáson Hermann Göringgel és Emmy Göringgel a Charlottenburg-palota Arany Galériájában 1939-ben.

Amikor Pál Németországban tartózkodott, Petar Pešić tábornokot küldte egy titkos küldetésre Párizsba és Londonba, hogy megtudja, mik az angol–francia tervek egy háború esetére. Pešić azt mondta Lord Gort brit vezérkari tisztnek és Maurice Gamelin francia marsallnak, hogy Jugoszlávia semlegességet hirdetne, ha Németország megtámadná Lengyelországot, de hajlandó lenne háborúba lépni a szövetségesek mellett abban a pillanatban, amikor a Földközi-tenger és az Adriai-tenger a szövetségesek hadműveleti ellenőrzése alá került. Pešić azzal érvelt, hogy a szövetségesek szempontjából a jugoszláv semlegesség előnyös lehet abban az értelemben, hogy Jugoszlávia jelenleg nem tudná megakadályozni, hogy a német Wehrmacht elfoglalja az országot, ha Hitler úgy akarja, ami lehetővé tenné a németek számára, hogy kiaknázzák Jugoszlávia összes kulcsfontosságú nyersanyagát, de ha Jugoszlávia semleges maradna, akkor lépne be a háborúba, amikor a szövetségesek támogatnák, és akkor a nyersanyagot végleg megtagadnák a németektől.
Pešić úgy találta, hogy a franciákat, akik előnyben részesítették, hogy Franciaországon kívül bárhol folyjanak a harcok, sokkal jobban érdekelte, hogy Jugoszlávia belépjen a konfliktusba, ha a danzigi válság háborúhoz vezetne, mint a britek. Gamelintől megtudta, hogy a franciák már azt tervezik, hogy a Maxime Weygand parancsnoksága alatt Szalonikiből a levantei szárazföldi hadsereg felvonul a Balkánra, hogy összekapcsolódjon a jugoszlávokkal és a románokkal a lengyelek megsegítésére. 1939 májusában Jugoszlávia megváltoztatta diplomáciai kódokat, ami megakadályozta az olaszokat és a németeket is a jugoszláv kódok elolvasásában. Ugyanabban a hónapban, amikor Grigore Gafencu román külügyminiszter Belgrádba látogatott, Pál arról beszélt neki, hogy szeretné , hogy Jugoszláviának és Romániának is szorosabb kapcsolata legyen Nagy-Britanniával.
A belgrádi német és olasz követek ismételt nyomása ellenére Pál megtagadta Jugoszláviával szembeni követelésüket, hogy hagyja el a Népszövetséget, szimbolikus lépésként annak bizonyítására, hogy Jugoszlávia immár a tengelyállamokhoz kapcsolódik. Mivel Németország és Japán egyaránt kilépett a Népszövetségből 1933-ban, Olaszország pedig 1937-ben, a tengelyhatalmak mindig is óriási szimbolikus jelentőséget tulajdonítottak annak, hogy más nemzetek is elhagyják a szövetséget, ezzel is kimutatva a velük való diplomáciai azonosulást.
1939 júniusában Pál figyelmeztette a jugoszláviai amerikai nagykövetet, hogy a Birodalmi Légügyi Minisztérium Kutatási Hivatala (a Forschungsamt – a német kriptoanalitikus hírszerző ügynökség) minden Belgrádból be- és kimenő diplomáciai táviratot elolvas, beleértve az amerikaiakat is, és a nagykövetnek vigyáznia kell, milyen információkat továbbított Washingtonba. 1939. július 15-én Pál elhagyta Belgrádot, hogy Londonba látogasson, és útközben megálljon Párizsban, hogy meglátogassa Pešićet.

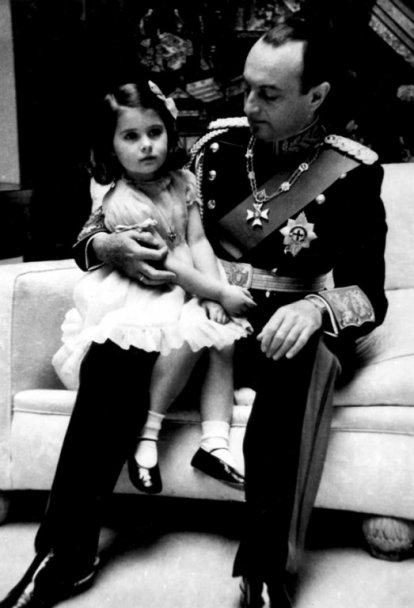
Pál herceg lányával, Erzsébet hercegnővel

 Pešićtől megtudta, hogy az volt a benyomása, hogy egyrészt egy Balkánon dúló háború esetén a franciák szívesen indítanának második frontot, másrészt a francia haditengerészet csak védekező szerepet tölt be, és az Algériából Franciaországba tartó a konvojokat őrzi. Pál Londonban azt szorgalmazta, hogy Nagy-Britannia indítson „megelőző csapást” Olaszország ellen, mondván, ha Olaszország kiesik, Jugoszlávia mindenképpen közelebb kerül Nagy-Britanniához. Pál elrendelte, hogy Nagy-Britanniába vetett hitének jeleként a Jugoszláv Nemzeti Bank aranytartalékait helyezzék át Londonba.
Brit vendéglátóinak azt mondta, hogy Jugoszlávia még nem áll készen a „békefronthoz” való csatlakozásra, de ebbe az irányba halad. Azt is elmondta Lord Halifax külügyminiszternek, hogy felhasználta befolyását, hogy nyomást gyakoroljon a balkáni egyezmény tétovább nemzeteire, Romániára és Görögországra, és megpróbálta őket a békefront irányába vinni. Ugyanezen látogatása során VI. György brit király beiktatta a legfontosabb brit lovagrend, a térdszalagrend lovagjai sorába, ami nagyon bántotta Hitlert, aki arra panaszkodott, hogy Pál szíve a britekkel van. A Lord Halifaxszal folytatott londoni megbeszélései során Pál semmitmondó válaszokat kapott az Olaszország elleni brit „megelőző csapást” firtató követelésére, mellyek kapcsolatban kifejtette, hogy amíg az olasz haditengerészet, a Regia Marina fennáll, mindig fennáll annak a lehetősége, hogy Jugoszláviát elvágják Nagy-Britanniától és Franciaországtól. Mind Neville Chamberlain miniszterelnök, mind Lord Halifax a fasiszta vezetők mérsékeltebb és megfontoltabb képviselőjének tartotta az olasz miniszterelnököt Benito Mussolinit, aki annak ellenére, hogy májusban aláírta az acélpaktumot, még mindig eltántorítható Németországgal kötött szövetségétől. Pálnak Regia Marinától való félelme 1940 júniusában igazolódott be, amikor Olaszország belépett a háborúba, és a britek az olasz tengeri támadások veszélye miatt Egyiptomot az Afrikát megkerülő hosszú úton, a Jóreménység-foki útvonalon keresztül voltak kénytelenek ellátni, mivel a légi és tengeri támadások túl veszélyessé tették a Földközi-tenger középső részén az átkelést. Ebből az egyetlen kivételt a máltai utánpótláskonvojok jelentették.
Pál attól tartva, hogy tengeri összeköttetését elvágják, azt javasolta Halifaxnak, hogy ha Nagy-Britannia hadat üzen Németországnak Lengyelország megszállása miatt, akkor Nagy-Britanniának azonnal légi és tengeri támadásokat kell indítania a Regia Marina és a Regia Aeronautica ellen függetlenül attól, hogy Olaszország semleges-e vagy sem. Úgy gondolta, hogy még ha Mussolini eleinte kijelenti is semlegességét, akkor is elkerülhetetlenül belép valamikor a háborúba Németország oldalán. Pál nagyon szeretett volna egy angol–francia partraszállást a görög Szaloniki városában, mivel úgy gondolta, hogy ez az egyetlen módja annak, hogy Jugoszlávia ellenálljon a német inváziónak. Reményét fejezte ki, hogy a britek bevonják a Szovjetuniót is a javasolt békefrontba, mely a legjobb módja lenne annak, hogy Németországot elriasszák attól, hogy megszállja Lengyelországot. Amíg Pál Londonban járt, Vojin Đuričić jugoszláv pénzügyminiszter Párizsban tartózkodott, és július 14-én megállapodást írt alá Édouard Daladier francia miniszterelnökkel, hogy Franciaország légvédelmi ágyúkat, teherautókat, tarackokat, páncéltörő ágyúkat, géppuskákat, harckocsikat és tankszállítókat ad el Jugoszláviának.
Ahogy a danzigi válság a háború szélére sodorta Európát, a Vladko Maček vezette Horvát Parasztpárt egyre inkább meggyőződött arról, hogy „hidat kell verni a szerbeket a horvátoktól elválasztó szakadékon”. Pál, annak ellenére, hogy nagykorúságának elérésekor Jugoszláviát változatlanul akarta átadni Péter királynak, támogatta Dragiša Cvetković miniszterelnök erőfeszítéseit, hogy megegyezésre jussanak Mačekkel, mivel Pál is úgy érezte hogy a szerb–horvát vita lezárása lenne a legjobb módja annak, hogy Jugoszlávia túlélje a közelgő vihart. 1939. augusztus 20-án megszületett a Cvetković–Maček-megállapodás, mely létrehozta a Horvát Banovinát, amelyet a királynak felelős bán (kormányzó) és a zágrábi Szábor (parlament) irányíthat. A központi kormányzat megtartotta ellenőrzését a monarchia, a külügy, a honvédelem, a kül- és belkereskedelem, a közlekedés, a közbiztonság, a vallásügy, a bányászat, a súlyok és ellensúlyok, a biztosítás és az oktatáspolitika felett, Horvátország azonban saját törvényhozással és külön költségvetéssel rendelkezett. A „sporazum” (megállapodás) széles körű autonómiát biztosított Horvátországnak, és felosztotta Bosznia-Hercegovinát, mivel a kormány egyetértett Maček azon követelésével, hogy Jugoszláviában az összes horvát a horvát banovina fennhatósága alatt éljen. A „sporazum” népszerű volt a mérsékelt horvát politikusok körében, de rendkívül népszerűtlen volt a boszniai muszlimok között, akik tiltakoztak Bosznia-Hercegovina felosztása ellen. Hasonlóképpen a szerbek is felháborodtak azon, hogy a megállapodás horvát uralom alatt hagyta a Duna túloldalán élő, ún. „prečani” és  a Boszniában élő, bosanska krajinai szerbeket. Pál azzal vádolta Cvetkovićot, hogy a megállapodással kiszolgálta a horvátokat, és népszerűtlenné tette őket a szerbek körében, és ha nem is közvetlenül ez okozta az 1941. március 26-i államcsínyt, minden bizonnyal az egyik meghatározó indítéka volt a puccsnak. Végül a szlovének is azt követelték, hogy hasonló mértékű autonómiát biztosítsanak nekik.

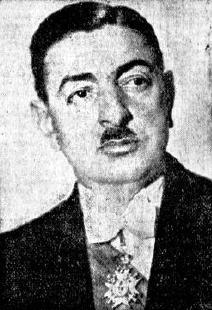
Dragiša Cvetković jugoszláv miniszterelnök.

1939. augusztus 26-án, amikor a danzigi válság a tetőpontja felé közeledett, Lord Halifaxnak írt levelében Pál herceg ismét sürgette, hogy ha Németország megtámadja Lengyelországot, Nagy-Britannia indítson „megelőző csapást” Olaszország ellen. Pál figyelmeztetett, ha Németország meghódítja Lengyelországot, Olaszország előbb-utóbb beszáll a háborúba, és ha ez megtörténik, az Albániában tartózkodó olasz erőket Bulgária támogatásával a többi balkáni állam megfenyegetésére használják fel. Pál arra a következtetésre jutott, hogy ebben az esetben „balkáni rothadás” következne be, mivel a többi balkáni állam Törökországgal együtt Németország felé fordulna, hogy az megvédje őket Olaszországtól. Sir Ronald Campbell, a brit belgrádi nagykövet Lord Halifaxhoz intézett levélben azt írta, hogy Pál „a kétségbeesés utolsó szakaszában van”. Pál levelének margójára Halifax azt írta, hogy a herceg ismét mániás depresszióban szenved. Brugère, aki nagyon kedvelte Pált, megértőbbnek bizonyult, és egy Párizsnak küldött üzenetben sürgette Franciaországot, hogy szálljon partra Szalonikiben, ha Németország megtámadja Lengyelországot. A franciák támogatták a szaloniki partraszállás gondolatát, de a Szövetségközi Haditanács határozottabb volt, a britek pedig határozottan ellenezték a franciák balkáni „második front” terveit. Különösen keserű csapás volt Pál számára a Molotov–Ribbentrop-paktum híre, mivel azt vetítette előre, hogy Kelet-Európa két legerősebb hatalma együttműködik, és véget vetett a régens egy angol–francia szövetséghez való csatlakozásra váró reményeinek, amely végül megszabadíthatja Jugoszláviát az állandó olasz fenyegetéstől, mely aláássa a nemzeti egységet.

### A második világháború
Amikor 1939 szeptemberében Lengyelország német inváziójával kitört a második világháború, Jugoszlávia kinyilvánította semlegességét. A furcsa háború alatt Pál megszervezte, hogy Jugoszlávia fokozza a réz németországi szállítását, cserébe az ígéretekért, hogy Németország végre leszállítja azokat a fegyvereket, amelyeket Jugoszlávia előre kifizetett, de amely teljesítésére Németország folyton kifogásokat talált. Németország azt is követelte, hogy Jugoszlávia ne csatlakozzon a britek által ihletett „békefronthoz”, ráadásul diplomáciáját is formálisan igazítsa a tengelyhatalmakhoz. Pál ugyan azt kívánta, hogy Franciaország és Nagy-Britannia nyerje meg a háborút, de kifejezetten félt a Wehrmachttól. Többször is nyomatékosította, hogy az első világháború szaloniki frontjának újjáélesztését kívánja, azzal érvelve, hogy ha a francia és a brit erők partra szállnak Szalonikiben, ami Jugoszlávia megsegítésére tett döntő lépés lenne, akkor ő is jobban a szövetségesek felé orientálódna. A furcsa háború idején népszerű, de téves pletyka terjedt Horvátországban, miszerint Pál a szövetségesek oldalán akar beszállni a háborúba, és horvát ezredeket küld a Maginot-vonalra, Franciaországban pedig megnőtt a horvát szeparatizmus támogatottsága.
Pál a kedvezőtlen fejlemények hatására annyira elkeseredett, hogy Németországot ellensúlyozva még a Szovjetunió felé is próbálkozott közeledni. Vaszilij Strandtman, az orosz ügyvivő a jugoszláv kormány erős nyomására még 1939 októberében bezárta a képviseletet. 1940 májusában azonban gazdasági megállapodást írtak alá a Szovjetunióval, majd 1940 júniusában Jugoszlávia az egyik utolsó olyan európai államként, amely elismerte a Szovjetuniót, végül diplomáciai kapcsolatokat létesített Moszkvával. 1940 decemberében, majd 1941 márciusában Pál megkísérelte, hogy Jugoszlávia modern katonai felszerelést vásároljon a Szovjetuniótól.

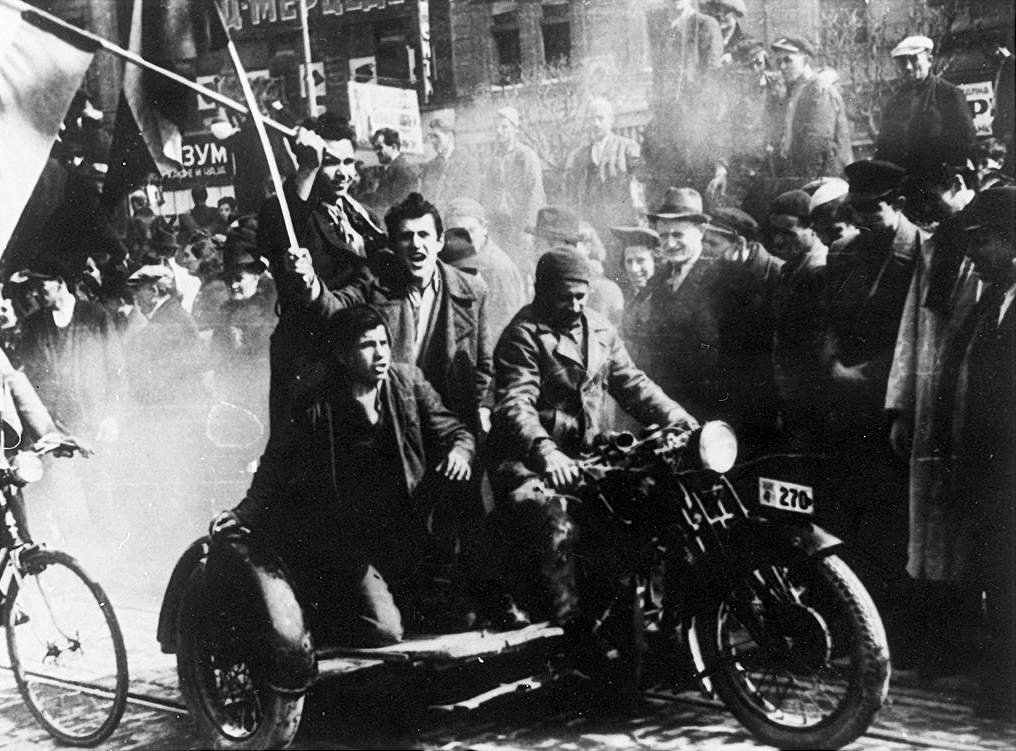
Tüntetés Belgrádban 1941. március 27-én.

1941. március 4-én Pál a magasan az Alpokban fekvő Berghofban találkozott Adolf Hitlerrel. Hitler elmondta Pálnak, hogy már elhatározta, hogy megtámadja Görögországot, és cserébe azért, hogy megengedi, hogy a Wehrmacht Jugoszlávián vonuljon át, Görögország várható meghódítása után hajlandó Szalonikit Jugoszláviához csatolni. Pál visszautasította az ajánlatot, és közölte, hogy mivel felesége görög származású, nem engedheti meg, hogy Jugoszláviát a Görögország elleni agresszió bázisaként használják fel. Pál azt is elismerte, hogy rokonszenvez Nagy-Britanniával, és kijelentette, hogy a háromhatalmi egyezmény aláírása az ő bukásához vezetne. Franz Halder tábornok, a német hadsereg vezérkari főnöke, aki részt vett a találkozón, naplójába ezt írta: „Nincs pozitív eredmény. Nem szándékozik csatlakozni a háromhatalmi paktumhoz". Pál 1941. március 6-án összehívta a Jugoszláv Koronatanács ülését, amelyen Pešić katonaként kifejtette véleményét, hogy a Jugoszláv Királyi Hadsereg nem tudja megállítani a német inváziót, és a legjobb, amit remélni lehet, hogy esetleg hat hétig kitart a boszniai hegyekben. Másnap Aleksandar Cincar-Marković jugoszláv külügyminiszter felkereste Victor von Heeren belgrádi német követet, és közölte vele, hogy Jugoszlávia hajlandó aláírni a háromhatalmi egyezményt, ha a Wehrmacht Görögország megtámadásakor nem vonul át Jugoszlávián, és hozzátette, hogy Pál jó lelkiismerettel nem engedheti meg, hogy Jugoszláviát háborús bázisként használják feleségének hazája ellen.
1941. március 25-én a jugoszláv kormány jelentős fenntartásokkal, mivel három feltételt csatoltak hozzá, aláírta a háromhatalmi egyezményt. Az első feltétel arra kötelezte a tengelyhatalmakat, hogy tartsák tiszteletben Jugoszlávia területi integritását és szuverenitását. A második feltételben a tengelyhatalmak megígérték, hogy nem kérnek katonai segítséget Jugoszláviától, a harmadikban pedig megígérték, hogy nem kérnek engedélyt arra, hogy a háború alatt katonai erőket vigyenek át jugoszláv területen. Ennek ellenére a paktum aláírása nem esett jól a Jugoszláv Királyi Hadsereg több magas rangú tisztjének. 1941. március 27-én, két nappal azután, hogy Jugoszlávia aláírta a háromhatalmi egyezményt, a jugoszláv katonatisztek brit támogatással erőszakkal eltávolították Pált a hatalomból, egyúttal nagykorúvá nyilvánították II. Péter királyt. Tíz nappal később a német és olasz csapatok megszállták az országot.

### Száműzetésben
A háború hátralevő részében Pál herceget családjával együtt házi őrizetben tartották a britek Kenyában. Pál és családja 1941. április 28-án érkezett az Oserianba, Lord Errollnak a Naivasha-tó partján álló egykori otthonába. Az Oserian rossz állapotban volt, mivel a grófot korábban meggyilkolták. Olga hercegnő „valóságos rémálomnak” nevezte. Mivel Pál és családja házi őrizetben volt, megtiltották, hogy elhagyják az Oserian területét. A brit újságok angolbarát hajlamai ellenére náci szimpatizánsként ábrázolták a herceget.

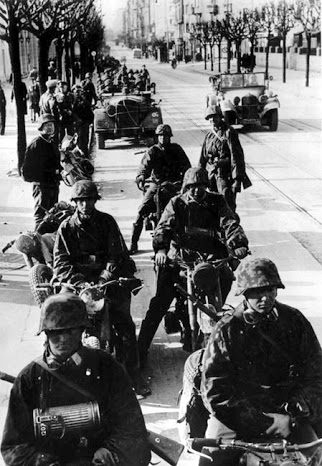
Német csapatok Belgrádban 1941.áprilisában.

Sógornője, Marina kenti hercegné és férje, György kenti herceg fellebbezést nyújtottak be Winston Churchillhez abban a reményben, hogy Pál és felesége, Olga hercegnő menedéket találhat Nagy-Britanniában. Churchill azonban minden bizonnyal elutasította a kérést, mivel Pált árulónak és háborús bűnösnek tekintette. Kent hercegének 1942-ben bekövetkezett halála után Churchill engedett György király kérésének, és megengedte Olgának, hogy Londonba repüljön, hogy megvigasztalja nővérét, de férje, aki rendkívül közel állt a néhai herceghez nem tarthatott vele. Pál egyik régi barátja, a dél-afrikai miniszterelnök, Jan Smuts lobbizott Churchillnél, hogy engedje ki a házi őrizetből Pált, aki végül 1944-ben szabadult, és megengedték neki, hogy Johannesburgban telepedhessen le. Smuts menedékjogot adott Pálnak és családjának. Smuts azonban elvesztette az 1948-as dél-afrikai általános választást, és utódja Daniël François Malan kevésbé rokonszenvezett Pál Dél-Afrikában való tartózkodásával.
Pál 1949-ig élt Dél-Afrikában, amikor Párizsba költözött. A nyarakat mindig toszkánai villájában, a Gyemidov-villában töltötte, ahol régi barátja, a gazdag amerikai művészettörténész és műkereskedő, Bernard Berenson volt a szomszédja. Berenson sokáig lakott toszkán villájában, az „I Tatti”-ban. Mivel Berenson a művészeti világ egyik leggazdagabb és legbefolyásosabb alakja volt, Pál folytatni tudta művészeti gyűjteményének bővítését. A brit művészettörténész John Pope-Hennessy, aki egykor Berensonnal és Pállal ebédelt, ezt írta: „Olga hercegnő öblös modorát meglehetősen nyugtalanítónak találtam, de Pál herceget kezdettől fogva kedveltem.”

### Halála és rehabilitációja
A háború utáni Jugoszlávia kommunista hatóságok Pál herceget az állam ellenségének kiáltották ki, megtiltották, hogy valaha is visszatérjen Jugoszláviába, és elkobozták Jugoszláviában lévő összes vagyonát. Pál herceg Erzsébet hercegnő, Sándor herceg és Miklós herceg apja, és az amerikai írónő Christina Oxenberg, valamint Catherine Oxenberg amerikai színésznő nagyapja volt. 1976. szeptember 14-én halt meg Párizsban, 83 évesen, és a svájci Lausanne-ban levő Bois-de-Vaux temetőben helyezték örök nyugalomra.
Pál herceget 2011-ben rehabilitálták a szerbi bíróságok, majd 2012. október 6-án a közép-szerbiai Topola melletti Oplenac dombon levő családi kriptájába temették újra feleségével, Olgával és fiával Miklóssal együtt.

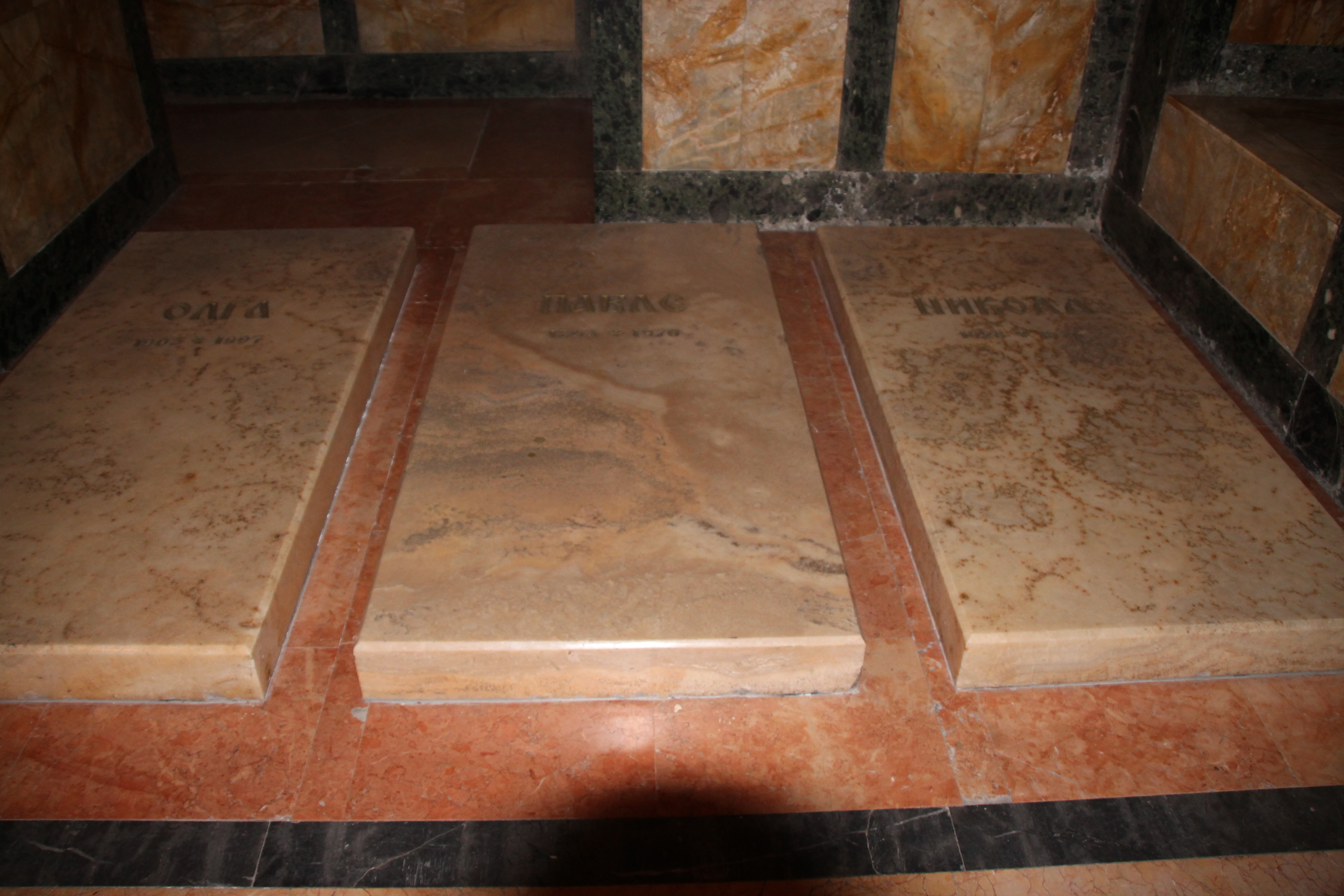
Olga herecegnő, Pál herceg és Miklós herceg sírja a Karađorđević család sírboltjában, a Szent György templomban, az Oplenacon
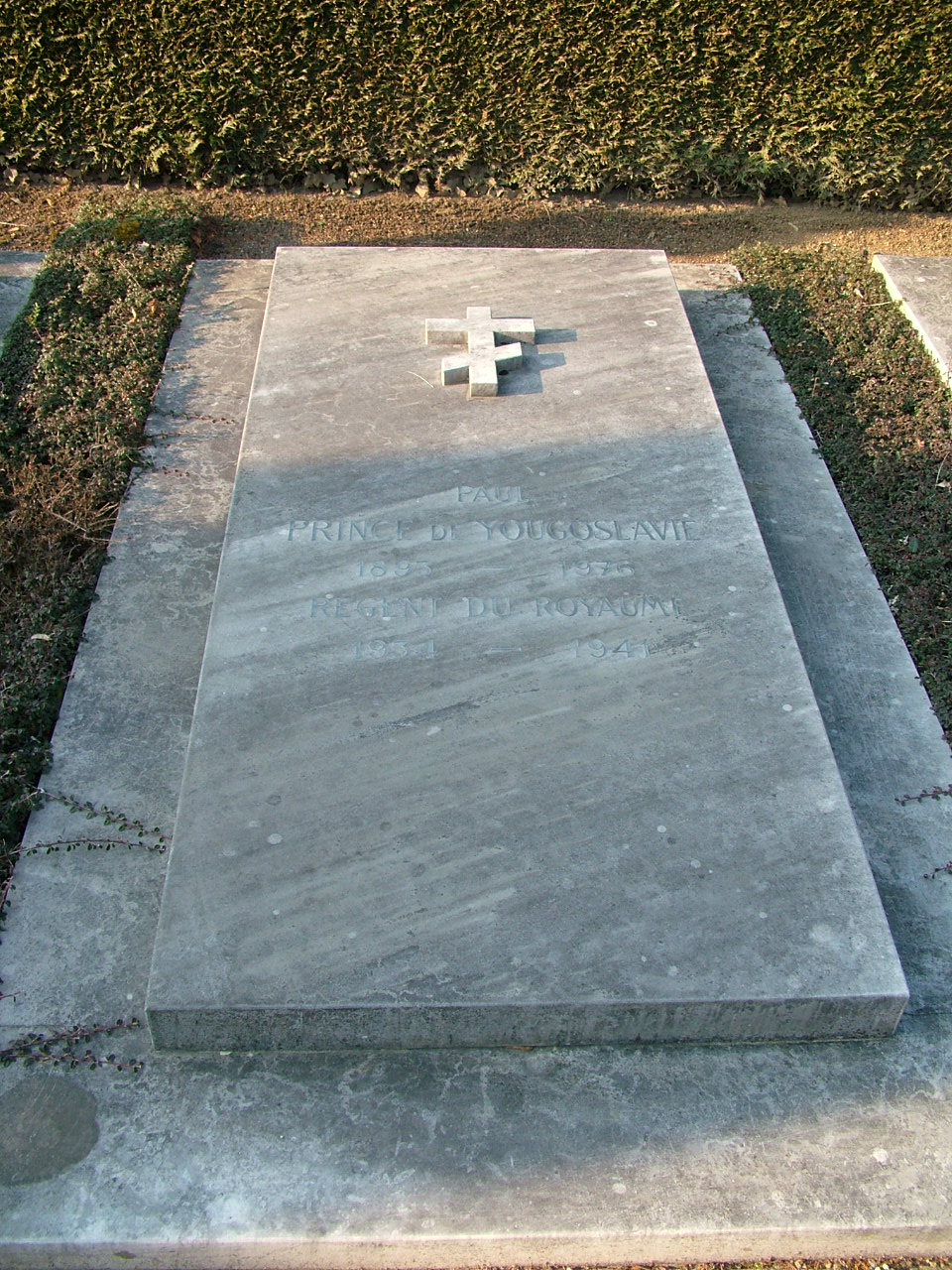
Pál herceg első sírja (1976–2012) Lausanne-ban

## Emlékezete
Erzsébet hercegnő, Pál egyetlen lánya a brit Különleges Műveleti Szolgálat aktáiból szerzett információkat a londoni külügyminisztériumban, melyeket édesapja szerb nyelvű életrajzának 1990-es, Belgrádban megjelent kiadásában tettek közzé. Az eredeti könyvet, „Paul of Yugoslavia: Britain's Maligned Friend” („Pál jugoszláv herceg: Nagy-Britannia rosszindulatú barátja”) címmel Neil Balfour írta, és először a londoni Eaglet Publishing adta ki 1980-ban.
1967-ben megjelent a konzervatív képviselő Henry Channon naplója, melyet erősen cenzúráztak, mivel a homoszexualitás még mindig illegális volt Nagy-Britanniában, és a naplókban megnevezett személyek közül sokan még életben voltak és a kiadók nem akarták magukat kitenni a rágalmazási perek kockázatának 2021 februárjában megjelent Channon naplói cenzúrázatlan verziójának első része, ami nagy feltűnést keltett, mivel Channon arról írt, hogy számos ismert férfival volt homoszexuális kapcsolata (köztük a drámaíró Terence Rattigannel), és határozottan azt sugallta, hogy Pál herceg Channon szeretője volt.
Srdja Trifković szerb történész azt írta, hogy Pál tragikus figura volt: „Pál jugoszláv herceg unikális és egyedülállóan tragikus alak a modern szerb történelemben. Az övé egy örökké kívülálló története volt; egy kifinomult művészetkedvelőé, aki belekerült a balkáni politika homályos világába; egy javíthatatlan anglofilé, akit Anglia ellenségeivel számára kellemetlen üzletekre kényszerítettek; egy úriemberé a hamis szélhámosok világában, aki mindig igyekezett összeegyeztetni a személyes integritás és a „lehetséges művészet” követelményeit, akit végül Belgrádban nem szerettek, Berlinben nem bíztak benne, Londonban pedig megvetettek."
Pál herceg I. Sándor jugoszláv királlyal együtt nagyszámú műalkotást gyűjtött, adományozott és ajándékozott Szerbiának és a szerb népnek, köztük külföldi remekműveket. Különösen jelentősek az olasz, francia és holland/flamand darabok. A legtöbb alkotás a Szerb Nemzeti Múzeumban található, köztük olyan művészek munkái, mint Rubens, Renoir, Monet, Tiziano, Van Gogh és Gauguin.

## Fordítás
Ez a szócikk részben vagy egészben  a   Prince Paul of Yugoslavia című angol Wikipédia-szócikk ezen változatának fordításán alapul.  Az eredeti cikk szerkesztőit annak laptörténete sorolja fel. Ez a jelzés csupán a megfogalmazás eredetét és a szerzői jogokat jelzi, nem szolgál a cikkben szereplő információk forrásmegjelöléseként.